# Сражение при Саньхэ
Сражение при Саньхэ (кит. 三河之戰, буквально Битва трех рек) — одно из сражений во время Тайпинского восстания, произошедшее в 1858 году. В результате этой битвы элитные войска цинской Сянской армии Цзэн Гофаня потерпели поражение.

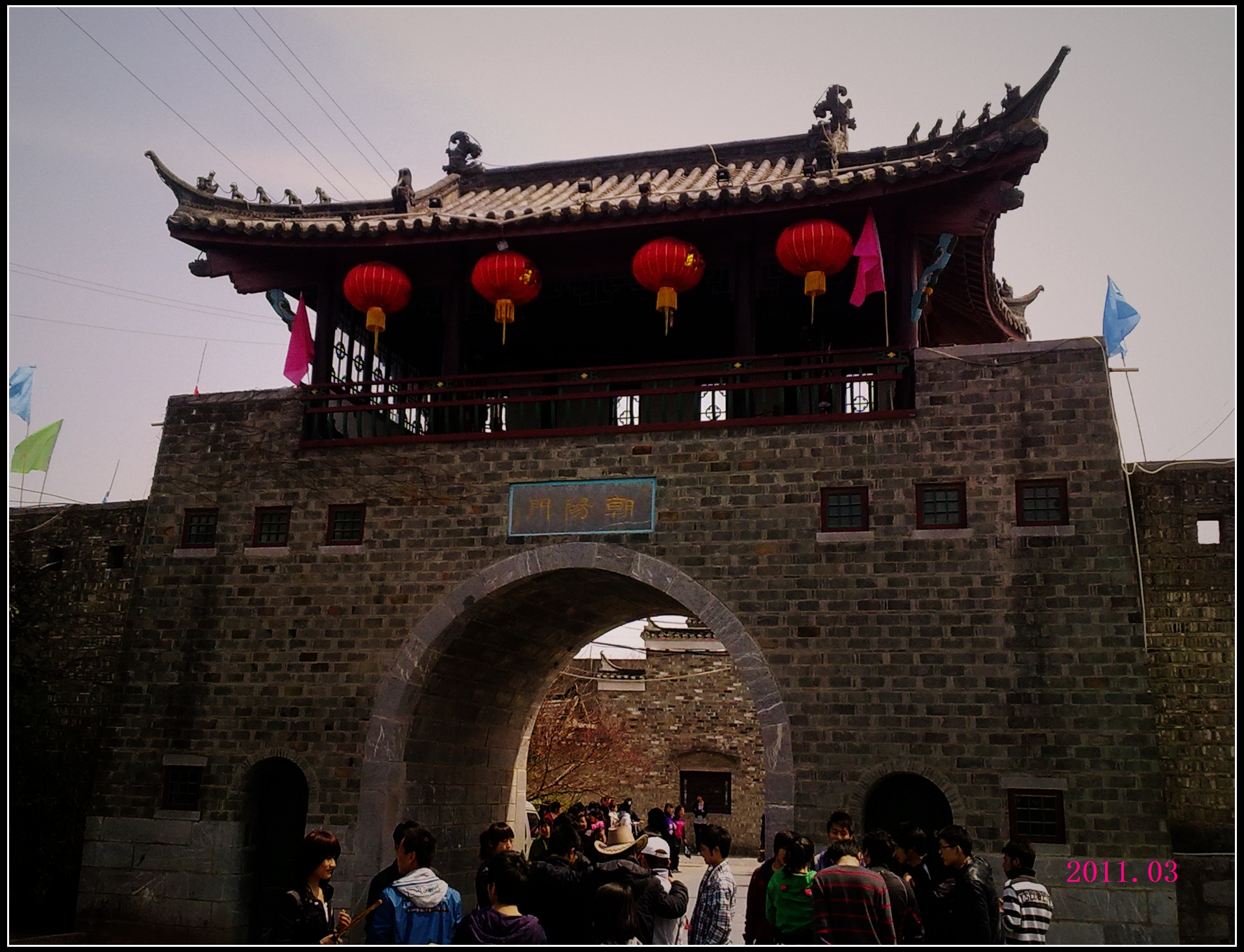
Ворота Чаоян в Саньхэ, свидетель сражения

В сентябре 1858 года войска Сянской армии Цзэн Гофаня начали наступление из Хубэя на Аньхой. 22 сентября имперские войска взяли Тайху. После этого Ли Сюбинь повел 8000 солдат, чтобы продолжить атаку на север. 27 сентября войска Ли Сюбиня взяла Цяньшань, 13 октября — Тунчэн, а 24 октября — Шучэн. 3 ноября, оставив 2000 солдат для охраны недавно завоеванных городов, Ли Сюбинь повел оставшиеся 6000 цинских войск к окраинам Саньхэ («Три реки»), примерно в 25 км к востоку от Шучэна.
Саньхэ расположен на западном берегу озера Чаоху и являлся важным транспортным узлом для снабжения продовольствием Нанкина, а также удобным местом для обороны. В городе не было стены, поэтому тайпины под командованием У Дингуя  построили стену и девять фортов за пределами Саньхэ и стали отбиваться от подошедших цинских войск. Чэнь Юйчэн, получивший известие, что Саньхэ осаждают цинские войска, решил усилить Саньхэ и попросил главу государства Хун Сюцюаня послать войска Ли Сючэна для усиления. Просьба Ченя была удовлетворена. Няньцзюни также направили 40 000 своих бойцов на помощь тайпинам.

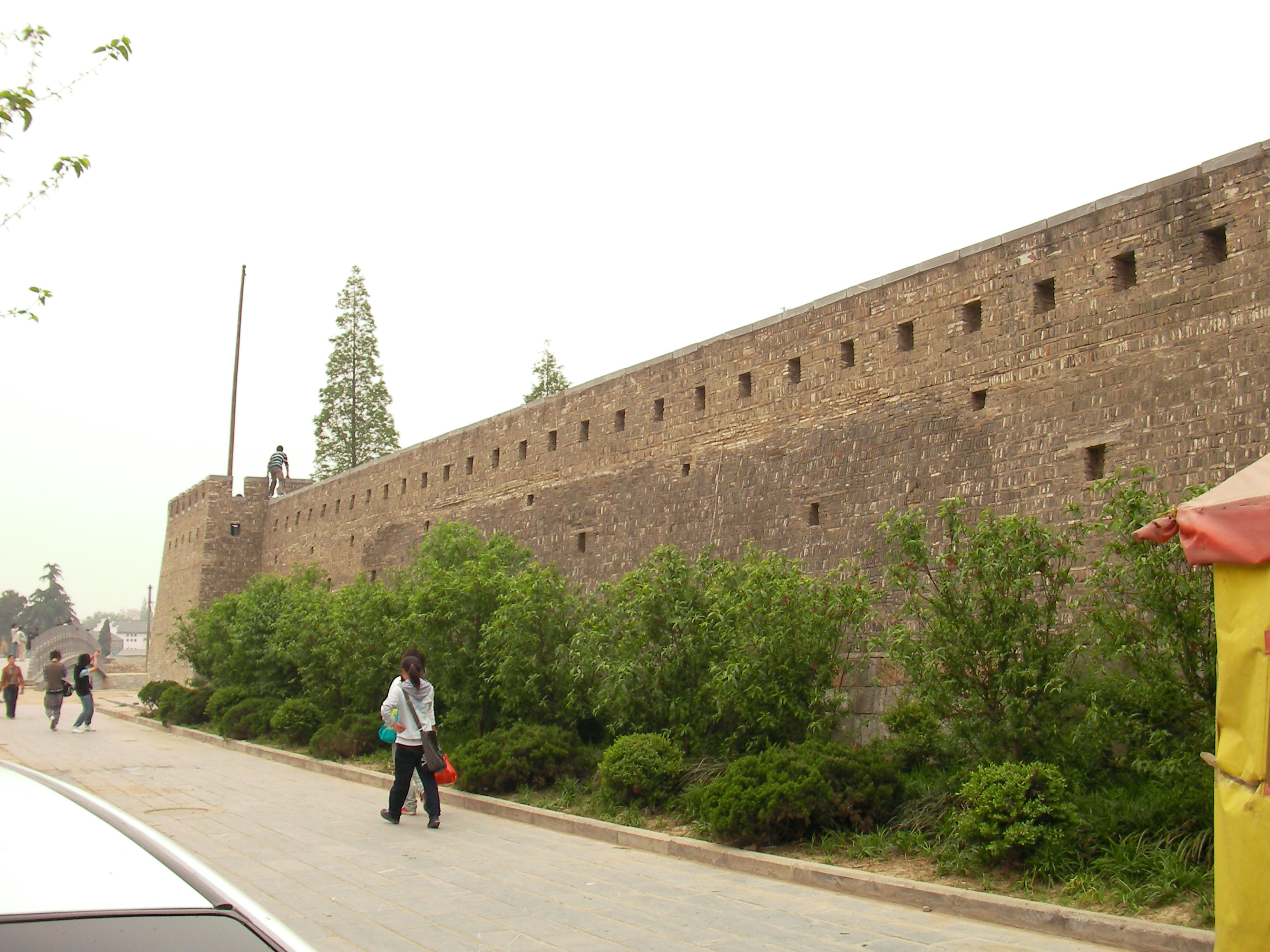
Стена Саньхэ сегодня

7 ноября цинские войска атаковали линию фортов у Саньхэ с трёх сторон. После тяжелых потерь в результате ожесточённых боёв тайпины покинули все девять фортов и отступили за городские стены. В этот же день  войска Чэнь Юйчэна достигли Саньхэ и разбили лагерь в Цзиннючжэне;, к югу от Саньхэ. Неделю спустя войска Ли Сючэна также достигли Саньхэ и разбили лагерь в районе Байшишаня (Байшаньчжэнь). Сконцентрированная армия тайпинов в районе Саньхэ стала насчитывать более 100 000 человек, и штабные офицеры Ли Сюбиня предложили временно отвести цинские войска в Тунчэн, поскольку силы были неравны. Ли Сюбинь отказался и разместил все свои силы (6 тысяч) в недавно захваченных фортах.
Понимая, что у противника численное превосходство, и он, обороняясь, не сможет продержаться долго, Ли Сюбинь решил нанести упреждающий удар по силам Чэнь Юйчэна. В ночь на 15 ноября семь батальонов двинулись, чтобы под покровом темноты атаковать тайпинов в Цзиннючжэне. На рассвете 16 ноября цинские войска столкнулась с авангардом Чэнь Юйчэна, который устроил им засаду, и частично были разбиты, частично окружены. Ли Сюбинь послал еще четыре батальона на помощь окруженным и сам возглавил атаку на позиции тайпинской армии, но безуспешно.
Части Ли Сючэна подошли на поддержку Чэнь Юйчэна, а силы У Дингуя также предприняли вылазку из-за городской стены. С уцелевшими войсками Ли Сюбиню пришлось отступить обратно в форты, где он попытался удержаться, чтобы дождаться подкрепления. В результате тайпинских атак 17 ноября пали семь из девяти фортов; форт, где располагался штаб Ли Сюбиня, оказался в осаде. Когда Ли Сюбинь попытался прорваться, он был убит в ожесточенном бою. К 18 ноября сражение закончилось.
Разгром имперских войск при Саньхэ стал серьезным поражением: были снова потеряны недавно завоеванные города и снята осада Аньцина. Кроме того, в результате победы тайпинская армия расширила контролируемую территорию. 